# Dobříč (kraj pilzneński)
Dobříč – miejscowość i gmina (obec) w Czechach, w kraju pilzneńskim, w powiecie Pilzno Północ. W 2022 roku liczyła 425 mieszkańców.